# Neu-Moresnet
Neu-Moresnet is een dorp in België. Het vormt een deelgemeente van de Duitstalige gemeente Kelmis in de provincie Luik.  

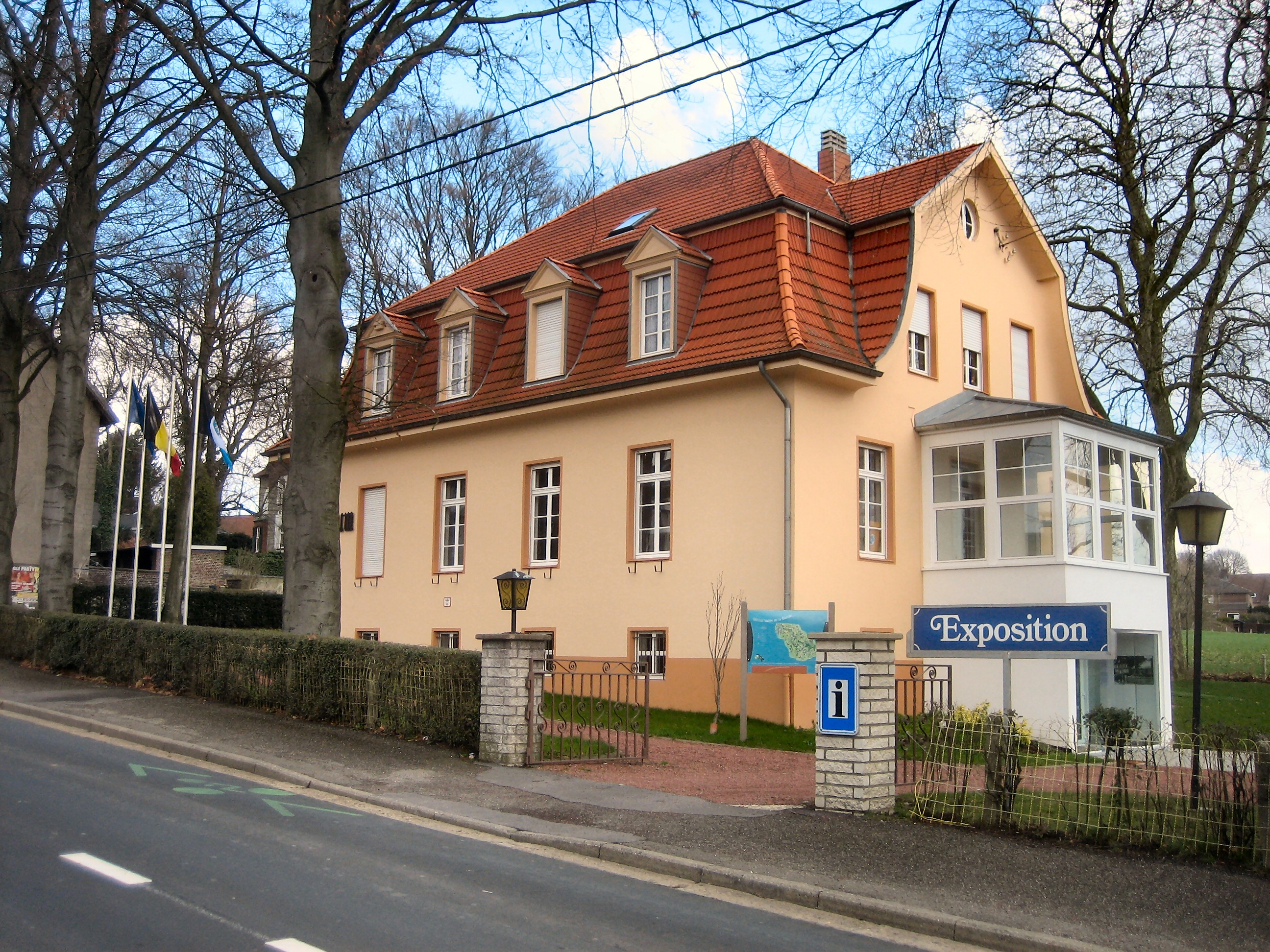
Geuldalmuseum

## Geschiedenis
Tot aan de Franse revolutie behoorde het grondgebied van het huidige Neu-Moresnet tot het hertogdom Limburg. Tijdens de Franse overheersing maakte het deel uit van de gemeente Moresnet. 
Als gevolg van het Congres van Wenen (1815) werd de gemeente Moresnet in drie stukken opgedeeld. Het Verenigd Koninkrijk der Nederlanden nam daarvan het westelijk gedeelte met het eigenlijke dorp Moresnet. Pruisen (sinds 1871 een deel van het Duitse Rijk) kreeg het oostelijk gedeelte, dat de gemeente Preußisch-Moresnet werd en het middelste gedeelte, de huidige plaats Kelmis, rond de zinkmijn van Altenberg / Vieille-Montagne werd een condominium onder de naam Neutraal Moresnet.
Toen Duitsland de Eerste Wereldoorlog (1914-1918) had verloren, bepaalde het Verdrag van Versailles dat Pruisisch-Moresnet net als Neutraal-Moresnet naar België kwam.  Artikel 32 van het Verdrag van Versailles luidt: "Duitsland ziet ten gunste van België af van alle rechten en aanspraken op het grondgebied van Pruisisch-Moresnet gelegen ten westen van de weg van Luik naar Aken; het deel van de weg dat aan dat grondgebied grenst behoort tot België."
Pruisisch-Moresnet werd daarop een Belgische gemeente onder de naam Neu-Moresnet. De gemeente bleef bestaan tot ze begin 1977 opging in de nieuwe fusiegemeente Kelmis.

## Demografische ontwikkeling
- Bronnen:NIS, Opm:1930 tot en met 1970=volkstellingen, 1976 inwoneraantal op 31 december

## Bezienswaardigheden
- Sint-Rochuskapel
- Geuldalmuseum
- Casinovijver

## Natuur en landschap
Neu-Moresnet ligt op een hoogte van ongeveer 210 meter. De Tüljebach stroomt langs de kom van het dorp, en er zijn daar enkele vijvers. Ten zuiden van Neu-Moresnet, bij Hergenrath, mondt deze beek uit in de Geul. Neu-Moresnet wordt bijna geheel omringd door bossen, zoals het Preusbos, welke uitlopers zijn van het Aachener Wald.

## Taal
Naast het in het onderwijs en door de plaatselijke overheid gebruikte Duits spreekt de plaatselijke bevolking het regionale dialect Platdiets, een Limburgs dialect.

## Personen
Een bekende inwoner van Neu-Moresnet was tot de jaren 1980 Hein Simons (Heintje) die nu in de buurgemeente Moresnet woont.

## Nabijgelegen kernen
Kelmis, Hergenrath, Preuswald